# Tymofij
Tymofij (ukrainisch Тимофій) ist ein ukrainischer männlicher Vorname.

## Herkunft und Bedeutung
Der Name stammt aus dem Griechischen (altgriechisch Τιμόθεος), von τιμάω (timáo), „schätzen, ehren“, und θεός (theós), „Gott“. Er bedeutet zu Deutsch so viel wie „der Gott ehrt“ oder „Fürchtegott“.

## Bekannte Namensträger
- Tymofij Bilohradskyj (um 1700 – nach 1760), ukrainischer Lautenspieler und Komponist
- Tymofij Chmelnyzkyj (1632–1653), ukrainischer Kosakenführer
- Tymofij Hawryliw (* 1971), ukrainischer Schriftsteller, Blogger, Übersetzer, Literaturtheoretiker und Kolumnist
- Tymofij Mylowanow (* 1975), ukrainischer Ökonom und Politiker